# Angéla Kokkóla
Angéla Kokkóla (grec moderne : Αγγέλα Κοκκόλα), née le 13 juillet 1932 à Larissa et morte le 16 décembre 2017, est une femme politique grecque.
Membre du Mouvement socialiste panhellénique, elle est députée européenne de 1994 à 1999.